# Нъте
Нъте или Нънте (изписване до 1945 година: Нѫте, на гръцки: Νότια, до 1940 година Νώτια, Нотия, на мъгленорумънски: Nânti или Nânta, на турски: Nutya или Yediköy) е село в Егейска Македония, в дем Мъглен (Алмопия), административна област Централна Македония, Гърция. Нъте е бивше влашко мюсюлманско село.

## География
Селото е разположено на 595 m надморска височина в северната част на котловината Мъглен (Моглена), в южното подножие на планината Кожух (Дзена), на 17 km северно от Къпиняни. В началото на ХХ век Нънта е съставено от 8 махали – Манастир, Пунти, Проур, Ал Куле, Бийкуш, Горниц, Боз и Бейлик или Амбар.
На 2 km североизточно от селото е Нътенският водопад.

## История

### Античност
Край селото са открити останки от елинистическата и римската епоха – imago clipeata, изобразяващ четиричленно семейство, мраморен релеф, изобразяващ погребална вечеря в долната част и три фигури в горната, от които едната на трон, част от торса на елинистическа статуя и монети на Александър III Македонски. Във вече разрушените две джамии на селото също са били използвани антични архитектурни елементи.

### Средновековие
Селото е споменато като Енотия (Ενώτια) за пръв път от Георгий Кедрин в XI век, при описанието на обсадата на крепостта Мъглен от император Василий II Българоубиец. В 1350 година император Йоан VI Кантакузин отново споменава Нотия (Nότια). На стръмен хълм над селото са останките на тази средновековна крепост. След разрушаването на град Мъглен, Нъте става център на Мъгленската област.
Нъте е традиционно най-голямото влашко (мъгленорумънско) села във Влахомъглен. Жителите му се занимават предимно с грънчарство, тъй като около селото има много глинени находища.

### В Османската империя
„Главното мѣсто е Нонте, съ 450 кѫщи и е отдалечено нѣщо 1 часа отъ Фустани... Жителитѣ сѫ власи-мухамедани и се занимаватъ съ земледѣлие и грънчарство. Съ своитѣ ефтени издѣлия тѣ отиватъ много надалечъ.
Това село е било по-прѣди христианско, въ което се увѣряваме отъ вдлъбнатинитѣ въ стѣнитѣ, прѣдназначено за светитѣ икони; сѫщо и устройството на по-старитѣ кѫщи е съвсѣмъ христианско. Развалинитѣ на единъ манастиръ и на една църква още стоятъ. Даже праздника за освещението на църквата още се празднува, а пъкъ христиански имена е нѣщо обикновено. За потурчванието на жителитѣ отъ Нѫте се разказва въ III т. стр. 198 на българския сборникъ, че е станало по слѣдующия начинъ:
На дéнут на Велигдин владѝката литургѝсал у цѫрквата; нé знам зашчó, ка си биле льу(д)іту на цѫркви, бѝле заградéни ут турцки аскéр. Владѝката пушчѝл да му чѝнятъ абер на бимбашѝіата, да и оставе да си ѭ дусвѫршѫт литургѝіата. Пушчѝла цѫрква и владѝката излизéл надвур; ама на мéсто да му каже на сильàните „Ристос анèсте“, както е адéтут да сѫ вéле прис тѝіа дни, он му ричéл: „сильàм альаким!“ Сильаните, заплашени ут по нàприт, а сéга насѫрчени ут владиката, удгувурѝле заіну су аскéрут: алъакѝм сильамъ.— „Е, брáтьа, рéкѫл владиката, кое ки ви бѝде по àрну, турци да сѫ чѝните и да си ѝмате и жéните, и дéцата и сѫту имаіне или да си устàните каури, а пѫк да вѫ искольат? Мене аку мѫ пѝтате, іàс ви давам ум да гу напрáвите прѫвнуту, и іàс сàм сѫм су вас!“ Сильàните пристанàли пу владѝката — негу сега гу направѝле пàша – и без да чекат пó вике сѫ потурчѝле; а тѝіа, що ниікьале да гу напрàвѫт тòа нешчу, сѫ разбигàле пу друдзите ристенски сéла.
У тѣхъ се е запазилъ само езика... Тукъ чухъ за пръвъ пѫть диалекта, който за краткость ще означавамъ съ думата „мегленски“. Хората наричатъ своя езикъ, „влашки“, сѫщо тъй, както и власитѣ въ Истрил, когато другитѣ власи на Бълкански П-въ говорятъ аромѫнеште.“
Според местни легенди първовачално Нъте е било разпръснато на 10 отделни махали, които по време на Османското владичество са се преместили на едно място.
В 1759 година цялото село е ислямизирано, начело с мъгленския епископ Йоан (или Йоникий). Четирите местни църкви са превърнати в джамии. Една част от жителите на Нъте, които не приемат исляма, бягат в Бер, Негуш и Ресен. Сред избягалите е и Доре, родоначалникът на ресенския род Ляпчеви, на който принадлежи и Андрей Ляпчев. Сред ислямизираните жители на Нъте столетия по-късно се запазват редица неислямски обичаи и практики – празнуване на Гергьовден и на Илинден, посещения и почит към църквата в съседното българско село Тушин (Тушим) и други. Селото има паралелно турско име Едикьой.
Според статистиката на Васил Кънчов („Македония. Етнография и статистика“) в 1900 година в Нѫте (Нонте) живеят 3500 власи мохамедани и 160 цигани. Секретарят на Българската екзархия Димитър Мишев в 1905 година („La Macédoine et sa Population Chrétienne“) отбелязва в Нута само 168 цигани.
Екзархийската статистика за Воденската каза от 1912 година показва селото с 3600 жители.
До началото на ХХ век в Нъте се говори и български, което Теодор Капидан обяснява със смесването на жителите на Нъте с помаци от Мъглен.

### В Гърция
През Балканската война в 1912 година в селото влизат гръцки части и след Междусъюзническата в 1913 година Нъте попада в Гърция. В 1916 година по време на Първата световна война, жителите на селото са евакуирани от българските военни власти във вътрешността на България. След края на войната половината се връщат.
Боривое Милоевич пише в 1921 година („Южна Македония“), че Нънте (Ньнте) има 1000 къщи власи мохамедани.
В 1923 година влашкото помашко население на Нъте се изселва в Източна Тракия, Турция – в Одрин (около 100 семейства), в Лозенград (100 с.), Бабаески (70 с.), Люлебургас (80 с.), Узункюпрю (около 100 с.), Чорлу (около 100 с.), Малкара (50 с.), Бали (10 с.), Гьозсюзсьой (50 с.), Каламиш (50 с.), Хошкьой (20 с.), Мюрефте (5 с.), Шаркьой (80 с.).
На мястото на влашките помаци са заселени понтийски гърци бежанци от Турция. В 1928 година в селото живеят 216 гръцки бежански семейства с 901 души. От 1919 година до 1997 година селото е самостоятелна община, към която от 1919 до 1929 и от 1955 до 1997 година се числи и село Тушин (Аетохори). През 1944 година по време на Втората световна война селото сериозно пострадва. По време на януарската офанзива на българската армия от 1944 година, селото е запалено и 40 селяни са убити.
По време на Гражданската война (1946 – 1949) част от населението бяга в Югославия, а властите разселват останалите в полските мъгленски села. След нормализацията на обстоновката, по-голямата част не се връща в селото.
Според изследване от 1993 година селото е смесено понтийско-влашко и в него и двата малцинствени езика – понтийски и влашки са запазени на средно ниво.
Селото произвежда картофи и се занимава със скотовъдство.
| Име                   | Име             | Ново име       | Ново име         | Описание                                                           |
| --------------------- | --------------- | -------------- | ---------------- | ------------------------------------------------------------------ |
| Лесковска река        | Λεσκοβάτικο     | Лефтокария     | Λεφτοκαρυά       | Реката на Лесково, ляв приток на Мъгленица                         |
| Чукаро                | Τσουκάρου       | Корфула        | Κορφούλα         | връх в Паяк на Ю от Нъте (979 m)                                   |
| Плоча                 | Πλότσα          | Плака          | Πλάκα            | връх на Ю от Нъте (678 m)                                          |
| Плочи                 | Πλότσια         | Плакес         | Πλάκες           | връх на Ю от Нъте                                                  |
| Билалу или Билалукен  | Μπιλαλοϋ        | Врахули        | Βραχούλι         | местност в Паяк на ЮИ от Нъте и на ЮЗ от Ошин                      |
| Вируве                | Βρόσυβας        | Диявато        | Διαβατό          | възвишение на ЮЗ от Нъте (625 m)                                   |
| Коцо                  | Κώτσορ          | ту Коста       | τοϋ Κώστα        | връх на ЮЗ от Нъте (686 m)                                         |
| Голема                | Γκολέμα         | Мегало         | Μεγάλο           | името на река Мъгленица на Ю от Нъте                               |
| Орта Оба              | Όρτάβα          | Месокамбос     | Μεσόκαμπος       | местност на Ю от Нъте                                              |
| Вакъфско или Манастир | Βακούφικα       | Аятика         | Άγιάτικα         | местност на ЮИ от Нъте                                             |
| Чавашли               | Τσιαβισλή       | Катари         | Καθαρή           | местност на И от Нъте                                              |
| Вакъфско              | Βακόφκα         | тис Еклисияс   | της Εκκλησίας    | местност в Кожух на СИ от Нъте                                     |
| Зековина              | Ζεκοβίνα        | Красотопос     | Κρασότοπος       | местност в Кожух на СЗ от Нъте                                     |
| Бистрица              | Πιστρίτσα       | Катаро         | Καθαρό           | река в Кожух на З от Нъте                                          |
| Плоча                 | Πλάτσα          | Плака          | Πλάκα            | връх на С от Нъте                                                  |
| Дзена                 | Τζένα           | Врахи          | Βράχοι           | връх в Кожух (2067,2 m)                                            |
| Бачило                | Μπατζιὸ         | Тирокомио      | Τυροκομείο       | местност в Кожух на С от Нъте и на З от връх Дзена                 |
| Зелен брег            | Ζελεμπέκι       | Прасина        | Πράσινα          | връх на С от Нъте                                                  |
| Трите буки            | Τριτεμπούκ      | Трис Веланидес | Τρεις Βελανιδιές | местност в Кожух на С от Нъте, между гранични пирамиди № 93 и № 94 |
| Високи                | Πισόκι          | Ипсили         | Ὑψηλή            | гора в Кожух на ЮИ под гранична пирамида № 94                      |
| Три буки              | Τριμπούκι       | Трис Оксиес    | Τρεις Όξυές      | гора в Кожух на И под граничния хребет Приседа греда               |
| Присекта греда        | Πρισέκτα Γρέδα  | Докари         | Δοκάρι           | граничен хребет между пирамиди № 94 и № 96                         |
| Елите                 | Γιέλτε          | Капетан Влахос | Καπετάν Βλάχος   | гора в Кожух на И под граничния хребет Присекта греда              |
| Ушите                 | Οΰσιτσε         | Авти           | Αύτί             | връх в Кожух на СЗ от Нъте                                         |
| Гологерес             | Γκολογκερές     | Гимнокорфи     | Γυμνοκορφή       | връх в Кожуф на СЗ от Нъте (1837 m)                                |
| Ветарник              | Βιτάρνικ        | Аеропорос      | Άεροπόρος        | гора в Кожух на З от Нъте и на СЗ от Тушин                         |
| Паланево гумно        | Παλέτβο Γκοΰμνο | Палестра       | Παλαίστρα        | местност в Кожух на З от Нъте и на СЗ от Тушин                     |
| Гушавица              | Γκουσαβίτσα     | Парамагула     | Παραμαγούλα      | Река на З от Тушин                                                 |
| Дойдица               | Ντοϊντίτσα      | Плагия         | Πλαγιά           | връх в Кожух на СЗ от Нъте (1854 m)                                |
| Пиново                | Πίνοβον         | Корфула        | Κορφούλα         | връх в Кожух на З от Нъте (2156 m)                                 |
| Козяк                 | Κόζακ           | Гидотопос      | Γιδότοπος        | връх в Кожух на ЮЗ от Нъте (1488 m)                                |
| Туфката               | Τούφκτα         | Мити           | Μύτη             | връх в Кожух на ЮЗ от Нъте (2118 m)                                |
| Лозища                | Λόζιστα         | Амбелонес      | Άμπελώνες        | връх в Кожух на ЮЗ от Нъте (860 m)                                 |
| Яворо                 | Γιάβορο         | Платанотопос   | Πλατανότοπος     | гора в Кожух на С от Нъте                                          |
| Лакос Дзенас          | Λάκκος Τζένας   | Лакос          | Λάκκος           | река на З от връх Дзена и на И от Нъте                             |

| Година    | 1913 | 1920 | 1928 | 1940 | 1951 | 1961 | 1971 | 1981 | 1991 | 2001 | 2011 | 2021 |
| --------- | ---- | ---- | ---- | ---- | ---- | ---- | ---- | ---- | ---- | ---- | ---- | ---- |
| Население | 3442 | 1607 | 712  | 1098 | 95   | 437  | 440  | 412  | 367  | 388  | 309  | 273  |

## Личности
Родени в Нъте
- Мустафа Хюсейн (1892 – 1923), деец на ВМРО